# Finding of fact
Das finding of fact bezeichnet im Strafprozess der Vereinigten Staaten das Vorgehen im Zwischenverfahren der dreiteiligen Verfahrensordnung aus Ermittlungsverfahren, Erkenntnisverfahren und Strafverfahren. Ein solches Zwischenverfahren ist im deutschen Rechtswesen unbekannt.
Nach den anfänglichen Ermittlungen von Polizei und Staatsanwaltschaft wird eine Klage eingereicht, dessen Freibeweise in einem formellen Zwischenverfahren geprüft werden, wobei im Verlauf des Verfahrens durch Antrag der Parteien weitere Beweise aufgenommen werden. Je nach Sachlage des Verfahrens wird an Beweisergebnisse ein Glaubwürdigkeitsanspruch gestellt, sei es „more likely than not“ (überwiegend wahrscheinlich) oder „beyond reasonable doubt“ (über jeden vernünftigen Zweifel erhaben). Am Ende des Zwischenverfahrens steht ein Zwischenurteil, das mit „finding of fact“ (wörtlich „Faktenfindung“) ein „Beweisurteil“ ist, das keinerlei Strafmaß enthält. In einem nachgeordneten Strafverfahren wird dann über die Frage nach dem Gesetzesverstoß entschieden und mit einem „finding of law“ (wörtlich „Gesetzesfindung“) beantwortet, das das eigentliche „Strafurteil“ darstellt.
Um den Unterschied von Erkenntnisverfahren und Strafverfahren darzustellen, können folgende Fragestellungen zur Veranschaulichung dienen:
- Faktenfrage (question of fact): Haben Herr und Frau Meier ihr 10-jähriges Kind für vier Tage allein mit dem Neugeborenen zu Hause gelassen?
- Gesetzesfrage (question of law): Erfüllt diese glaubwürdige Beweisfeststellung den Straftatbestand einer Kindesvernachlässigung?

Die Tatsachenfeststellung, wie „finding of fact“ oft missverständlich ins Deutsche übersetzt wird (es bedeutet noch anderes), enthält an sich also noch keinen Vorwurf einer Schuld. Dem nachfolgenden Strafverfahren dient es jedoch als Grundlage, über die Schwere eines Gesetzesverstoßes zu befinden. In den USA kann das Beweisurteil nur sehr schwer vor einem Berufungsgericht angefochten werden, da die Glaubwürdigkeit von Beweisen nach einem gefestigten Standard zu beurteilen ist, dessen Anfechtung kaum beachtet wird.
Die Urteilsfindung enthält dann das Abwägen der Beweise mit den gesetzlichen Vorschriften, wobei auch frühere Urteilsfindungen auf ähnlicher Beweislage gern vorgetragen werden („case law“). Der Richter hat hier einen erheblichen Spielraum der Würdigung als Gesetzesbruch und der Art der daraus gezogenen Strafe. In vielen Fällen wird jedoch spätestens am Ende des Zwischenverfahrens auf Basis des Beweisurteils eine Übereinkunft von Kläger und Beklagter gefunden (Plea Bargaining), in dessen Folge vom Kläger (Staatsanwalt) eine etwas geringe Strafe dem Gericht vorgeschlagen wird und sich die Beklagte der behaupteten Verfehlungen unmittelbar für schuldig erkennt.